# Atractus snethlageae
Atractus snethlageae är en ormart som beskrevs av da Cunha och do Nascimento 1983. Atractus snethlageae ingår i släktet Atractus och familjen snokar. Inga underarter finns listade.
Denna orm förekommer i Amazonområdet i norra Brasilien, södra Colombia, östra Ecuador, östra Peru och norra Bolivia. Den hittades även vid Paraguayfloden i norra Argentina. Arten lever i fuktiga skogar och ett exemplar registrerades på jordbruksmark i närheten. Födan utgörs av daggmaskar och andra jordlevande maskar. Honor lägger ägg.
I begränsade regioner påverkas arten negativ av skogsavverkningar. IUCN kategoriserar arten globalt som livskraftig.